# 嚴明森
嚴明森（1918年—1951年6月29日），廣東省四會縣人，中國共產黨員，雲南大學經濟系畢業，台北國語日報編輯，參與中共中央社會部台灣工作站活動，受牽連判處死刑，1951年6月29日槍決於台北水源路刑場。

## 生平
嚴明森1918年生於廣東省四會縣，雲南大學經濟系畢業，1948年底應聘赴台任職台北國語日報擔任編輯。
1948年中共中央社會部部長李克農先後派遣朱芳春(化名非)、蕭明華及凱等多名特工赴台發展組織，非開辦「實用心理學補習班」講課，藉機吸收組織成員，成立「臺灣青年解放同盟」和「新民主主義青年團」。非在國語日報擔任編輯，實際上則是執行情報工作，吸收組織成員、策動國語日報高層及蒐集文教方面情報。嚴明森、馬學樅都在國語日報任職，受非領導，擔任交通工作，嚴明森多次協助傳遞資料給金野（即蘇藝林化名）。
1949年8月非返回中國，李克農即指示不可再組織讀書會，會很容易被破獲，要求他們化整為零，並改為單線聯絡，並且以蒐集情報與策反為工作重點，1949年10月于非回台後，將組織名稱改為中共中央社會部台灣工作站，負責情報偵蒐與策反工作。
國防部第二廳技術研究室研究員段光洪受重慶大學同學劉耀光通信指示，前往國語日報社聯繫馬學樅與嚴明森搭上線，加入組織活動，由於段光洪在國防部工作，職務為電報解密工作，段光洪洩漏統計機器情報密碼給嚴明森。
1950年2月情治機關發覺非身分，在非住處逮捕蕭明華，非將相關檔案移藏嚴明森處，前往花蓮孫玉林處躲藏，透過孫玉林、周一粟買通白靜寅取得諜報證，1950年3月22日非帶著包含「海南島作戰計畫書」、「臺灣省作戰計畫書」等多達二十幾種相關軍事情報之相片膠卷，從基隆搭船往香港返回上海，同年5月海南島全島遭到中共解放。
1950年5月26日嚴明森遭到逮捕，相關檔案及發報機被起出，不久段光洪也遭到傳訊逮捕。隨著保密局安插幹員至各牢房監聽與策反相關成員，案情逐漸擴大，中共中央社會部台灣站瓦解，上百人受到牽連抓捕，1951年7月全案偵查進入後續收網階段，調查局在香港新聞天地週刊刊登整刊的特稿，以李克農照片為封面，標題中共社會部首領李克農的潛台組織已被一網打盡。
嚴明森與同案蘇藝林、陳平、田子彬、安學林、熙、張慶、孫玉林、劉維杰、白靜寅、徐毅、周一粟、葛仲卿、譚興坦、林振成、簡桂生、馬學樅、李學驊共18人被判處死刑，1951年6月29日槍決於水源路刑場。

## 紀念
2013年10月，北京西山國家森林公園的無名英雄廣場上立有無名英雄紀念碑，為紀念來台灣在1950年代被處決「隱避戰線烈士」而設立，嚴明森銘刻於紀念碑上，為中共國家安全部追認之中華人民共和國烈士。